# KV65
A tumba KV65, no Vale dos Reis em Egito, é uma tumba ainda não escavada.
Em agosto de 2008, quando o anúncio da descoberta da tumba foi feito, nenhum detalhe de sua arquitetura, decoração ou dono era conhecido. A entrada da tumba tem características semelhantes àquelas da 18ª dinastia.